# Seliguerskaïa (métro de Moscou)
Seliguerskaïa (en russe : Селигерская et en anglais : Seligerskaya) est une station, de la ligne Lioublinsko-Dmitrovskaïa (ligne 10 verte), du métro de Moscou, située sur le territoire du raïon Beskoudnikovski dans le District administratif nord de Moscou.